# Вибухові кошенята (серіал)
Вибухо́ві кошеня́та (англ. Exploding Kittens) — американський комедійний анімаційний телесеріал для дорослих у жанрі фентезі, заснований на однойменній настільній картковій грі, розробленій Метью Інманом із вебсайту коміксів The Oatmeal та ігровим дизайнером Еланом Лі. Ролі озвучували Том Елліс, Сашир Замата, Сьюзі Накамура, Марк Прокш, Еллі Макі, Бетсі Содаро, Том Кенні, Девід Гборі та Кенні Єйтс.
Анімаційний телесеріал створений Chomp City, Bandera Entertainment, Jam Filled Entertainment і Chernin Entertainment. Прем'єра відбулася на Netflix 12 липня 2024 року і викликала неоднозначне сприйняття критиками.

## Сюжет
Земля занепадає, тому небесна рада звільняє Бога і відправляє на Землю в тілі пухкого балакучого домашнього кота, щоб відновити зв'язок із людством. У рамках реабілітації він переїжджає до неблагополучної сім'ї Гіґґінсів та намагається вирішити їхні проблеми, але зрештою витрачає багато часу на ганяння за лазерними указками та інші дрібниці. На довершення, найближчим сусідом Котобога виявляється не хто інший, як його заклятий ворог, породження Сатани — Вельзевул, який також опиняється в тілі Дияволокиці. В результаті відбувається неперевершена боротьба між добром і злом….

## Озвучка
- Том Елліс — Котобог/Бог
- Сашир Замата[en] — Дияволокиця/Вельзевул
- Сьюзі Накамура[en] — Еббі Гіґґінс
- Марк Прокш — Марв Гіґґінс
- Еллі Макі[en] — Грета Гіґґінс
- Кенні Єйтс — Тревіс Гіґґінс
- Бетсі Содаро[en] — Ейдан
- Том Кенні — херувим Крейг
- Девід Гборі — херувим Асландей

## Додаткові голоси
- Карлос Алазракі
- Ерік Бауза[en]
- Ніка Футтерман[en]
- Том Кенні
- Метью Інман
- Крі Саммер[en]
- Джил Таллі[en]
- Лакі Єйтс
- Гарі Ентоні Вільямс[en]

## Епізоди
| № серії | Назва серії                                                | Режисер(и)                 | Сценарист(и)                                | Оригінальна дата виходу |
| --- | ---------------------------------------------------------- | -------------------------- | ------------------------------------------- | ----------------------- |
| 1 | «Пілотний епізод» «Pilot»                                  | Джоель Мозер, Едді Росас   | Метью Інман, Шейн Косаковскі, Елан Лі       | 12 липня 2024           |
| Бог, що опинився на Землі в тілі кота, оселяється з безталанною сімʼєю Гіґґінс. Завдяки йому вечір сімейної гри отримує несподіваний поворот.                            |                                                            |                            |                                             |                         |
| 2 | «Згадати Тартар» «Tartar Recall»                           | Джоель Мозер, Скотт Берн   | Метью Інман, Шейн Косаковскі, Елан Лі       | 12 липня 2024           |
| Ґрета йде на роботу з Марвом, а Котобог і Дияволокиця дивляться фільм «Армагеддон». Тревіс й Еббі слідують за Ейданом у жарівню — не в пекло.                            |                                                            |                            |                                             |                         |
| 3 | «Шейн і Чаґґерс» «Shane & Chugger's»                       | Джоель Мозер, Едді Росас   | Метью Інман, Шейн Косаковскі, Кейті Делейні | 12 липня 2024           |
| Щоби показати Тревісу свою любов, Еббі й Марв в останній момент організовують гулянку на його напівдень народження. Котобог викликає херувимів, щоб побачити дива Землі. |                                                            |                            |                                             |                         |
| 4 | «Емоції — це складно» «Emotions Are Hard»                  | Джоель Мозер, Трейсі Хонда | Метью Інман, Шейн Косаковскі, Ноа Прествіч  | 12 липня 2024           |
| Ґрета бере участь у конкурсі з будівництва ракет, спонсором якого є мільярдер Джеффлон Безмаск. Тим часом Тревіс переїжджає, а коти проникають у голову Марва.           |                                                            |                            |                                             |                         |
| 5 | «Без жалю» «No Regrets»                                    | Джоель Мозер, Скотт Берн   | Метью Інман, Шейн Косаковскі, Сьєрра Катоу  | 12 липня 2024           |
| Дияволокиця запрошує Котобога піти з нею на весілля в пеклі. Тревіс повертається в минуле, щоб виправити свою найбільшу помилку, але така зміна має серйозні наслідки.   |                                                            |                            |                                             |                         |
| 6 | «Місто без інтернету» «The Town with No Internet»          | Джоель Мозер, Трейсі Хонда | Метью Інман, Шейн Косаковскі, Шон Перлман   | 12 липня 2024           |
| Дияволокиця вирушає з Еббі й дітьми в пекельну подорож до Галсіон Спрінґз, щоб побачитися з давно втраченою матір’ю. Котобог допомагає Марву попросити про підвищення.   |                                                            |                            |                                             |                         |
| 7 | «Підводне пекло» «SeaWorld Is Hell»                        | Джоель Мозер, Едді Росас   | Метью Інман, Шейн Косаковскі, Меггі Готліб  | 12 липня 2024           |
| Дияволокиця та Котобог вирушають у «СіВорлд», Марв бере із собою Еббі на корпоратив на дирижаблі, а Ґрета допомагає Тревісу вистежити інтернет-троля.                    |                                                            |                            |                                             |                         |
| 8 | «Хай почнуться ігри» «Let the Games Begin»                 | Джоель Мозер, Трейсі Хонда | Метью Інман, Шейн Косаковскі, Елан Лі       | 12 липня 2024           |
| Добро проти зла — коти змагаються в «Іграх Богів» за контроль над раєм і пеклом. Друзі Тревіса відвертаються від нього. Марв успадковує проблеми на роботі.              |                                                            |                            |                                             |                         |
| 9 | «Вестмінстерське людське шоу» «The Westminster Human Show» | Джоель Мозер, Едді Росас   | Метью Інман, Шейн Косаковскі, Елан Лі       | 12 липня 2024           |
| Хаос зближує сім’ю Гіґґінс, а на Котобога й Дияволокицю чекає останнє завдання — змусити людей піти проти своєї природи.                                                 |                                                            |                            |                                             |                         |

## Виробництво

### Розробка
У квітні 2022 року було оголошено, що Netflix вперше офіційно замовив анімаційний потоковий телевізійний серіал із творцями «Короля гори» Майком Джаджем і Грегом Деніелсом як виконавчими продюсерами разом із Пітером Черніним. Згодом до мобільної гри будуть додані додаткові ігрові механізми та картки, пов'язані з шоу.

### Кастинг
Під час анонсу серіалу в акторському ансамблі були задіяні Том Елліс, Сашир Замата, Абрахам Лім, Люсі Лью, Еллі Макі, Бетсі Содаро, Том Кенні, Девід Гборі та Марк Прокш. У травні 2024 року до акторського складу приєдналися Сьюзі Накамура та Кенні Єйтс, але протягом дворічного періоду розвитку шоу Лью та Лім вибули з проєкта.

## Показ
14 червня 2023 року відбувся перший попередній перегляд на Міжнародному фестивалі анімаційних фільмів у Ансі. Спочатку планувалося випустити серіал наприкінці 2023 року, але його прем'єра була відкладена на 2024 рік. Серіал вийшов 12 липня 2024 року.

## Сприйняття
На веб-сайті агрегатора рецензій Rotten Tomatoes рейтинг схвалення серіалу склав 72% із середнім рейтингом 5,0/10 на основі 18 відгуків критиків. Консенсус критиків веб-сайту звучить так: «Битва між раєм і пеклом, перетворена на безглуздий фарс, «Вибухові кошенята» не вразять глядачів, але подадуть веселий анімаційний хаос». На Metacritic серіал отримав 54 бали зі 100, що означає «змішані або середні відгуки» на основі 9 відгуків критиків.
Люсі Менган (The Guardian) дала серіалу одну зірку, сказавши, що він був «недбало зроблений, викликає обурення та несмішний», і розкритикувала погану сюжетну лінію.
Ізобель Льюїс (AV Club) дає серіалу оцінку C−, кажучи, що жарти «такі, що викликають легку посмішку, але рідко змушують когось голосно сміятися», хоча є «самородки комедійного золота»; вона критикує текст як «причесаний», якому «не вистачає хоробрості інших мультсеріалів».
Енджі Хан (The Hollywood Reporter) сказала, що сюжет серіалу був «надзвичайно дивним», але комедія «[була] очевидною».